# St. Louis Bombers
O St. Louis Bombers foi um time de basquetebol localizado em St. Louis, Missouri, fundado em 1946. Encerrou suas operações em 1950. Jogou na Basketball Association of America por três anos, até a mesma ser fundida com a National Basketball Association. O principal jogador foi Ed Macauley.

## Trajetória
| Temporada               | V                       | D                       | %                       | Playoffs                | Resultado                   |
| St. Louis Bombers (BAA) | St. Louis Bombers (BAA) | St. Louis Bombers (BAA) | St. Louis Bombers (BAA) | St. Louis Bombers (BAA) | St. Louis Bombers (BAA)     |
| ----------------------- | ----------------------- | ----------------------- | ----------------------- | ----------------------- | --------------------------- |
| 1946-47                 | 38                      | 23                      | 0.623                   | 1-2                     | Perdeu nas quartas de final |
| 1947-48                 | 29                      | 19                      | 0.604                   | 3-4                     | Perdeu nas semifinais       |
| 1948-49                 | 29                      | 31                      | 0.483                   | 0-2                     | Perdeu nas semifinais       |
| St. Louis Bombers (NBA) |                         |                         |                         |                         |                             |
| 1949-50                 | 26                      | 42                      | 0.382                   | Não se classificou      |                             |